# Dục Đức
Nguyễn Cung Tông (chữ Hán: 阮恭宗 23/2/1852 – 6/10/1883), tên thật là Nguyễn Phúc Ưng Ái, sau đổi thành Nguyễn Phúc Ưng Chân (阮福膺禛), là vị hoàng đế thứ năm của triều đại nhà Nguyễn. Ông lên ngôi vua ngày 19 tháng 7 năm 1883 nhưng tại vị chỉ được ba ngày, ngắn nhất trong số 13 vị hoàng đế của triều Nguyễn, được vua Thành Thái truy tôn miếu hiệu là Cung Tông (恭宗), thụy hiệu là Huệ Hoàng đế (惠皇帝). Dục Đức là tên gọi khi ông còn ở Dục Đức Đường.

## Thân thế và cuộc sống ban đầu
Dục Đức sinh ngày 23 tháng 2 năm 1852 tại Huế. Có nguồn ghi ông sinh 4 tháng 1 năm Quý Sửu (tức 11 tháng 2 năm 1853). Ông là con thứ hai của Thoại Thái vương Nguyễn Phúc Hồng Y (con trai thứ tư của vua Thiệu Trị) và bà Trần Thị Nga, có tự là Ưng Ái (膺𩡤) (sử không lưu lại húy).
Năm 1869, khi được 17 tuổi, ông được bác ruột là vua Tự Đức chọn làm con nuôi (vì lúc nhỏ bị bệnh đậu mùa nên vua Tự Đức không có con) và ban tên tự Ưng Chân (膺禛), đồng thời cho ra ở Dục Đức đường (育德堂) và giao cho Hoàng quý phi Vũ Thị Duyên trông nom dạy bảo. Năm 1883 ông được phong làm Thụy Quốc công (瑞國公).
Sử sách còn nêu nguyên do ông phải đổi tên vì Nguyễn Phúc Hồng Y sinh ra ông, tên Ái không có bộ thị, nên Tự Đức nhận ông làm con, đổi là Nguyễn Phúc Ưng Chân, tên này có bộ thị (xem thêm bài Đế hệ thi).
Trong thời gian này, ông có quan hệ chặt chẽ với người Pháp, khi đó đang xâm lược Việt Nam. Năm 1881, vào thời điểm Pháp rục rịch tấn công miền bắc, ông từng cho chuyển nhiều tài liệu quan trọng về việc nước cho Trú sứ Pháp là Rheinart.

## Vị vua ba ngày
Ngày 15 tháng 7 năm 1883, vua Tự Đức lâm trọng bệnh, đưa di chiếu truyền ngôi cho Ưng Chân, và dùng Trần Tiễn Thành làm Phụ chánh Đại thần, Nguyễn Văn Tường, Tôn Thất Thuyết làm Đồng Phụ chánh Đại thần. Nhưng trong di chiếu có đoạn phê bình tính nết của tự quân như sau: ... Ưng Chân tuy từ lâu nay đã trưởng thành nhưng vì có tật ở mắt nên hành vi mờ ám sợ sau này thiếu sáng suốt, tính lại hiếu dâm cũng là điều chẳng tốt chưa chắc đã đảm đương được việc lớn. Mà nước có vua lớn tuổi là điều may cho xã tắc, nếu bỏ đi thì biết làm sao đây". Các quan Phụ chính Trần Tiễn Thành, Nguyễn Văn Tường và Tôn Thất Thuyết dâng sớ lên vua Tự Đức xin bỏ mấy đoạn có liên quan đến tính nết xấu của tự quân và câu "chưa chắc đã đảm đương được việc lớn" nhưng vua Tự Đức từ chối, vì cho rằng viết như thế để tự quân biết kiểm điểm và tu tỉnh.
Vào giờ Thìn (11-13 h) ngày 19 tháng 7 năm 1883, Tự Đức qua đời ở điện Càn Thành, Ưng Chân khóc lạy tờ cố mệnh ở điện Cần Chánh, sau đó vào điện Hoàng Phước chịu tang.
Trước kia, Tự Đức còn sinh tiền không yêu quý Ưng Chân, thường kiếm cớ bắt lỗi, quở mắng, ngược lại thương yêu người con nuôi thứ 3 là Ưng Đăng (sau là Hoàng đế Kiến Phúc). Nguyễn Văn Tường thấy vậy, nghĩ rằng thế nào Ưng Đăng cũng được chọn nối ngôi, nên khinh thường Ưng Chân ra mặt, không ngờ tờ di chiếu lại viết như thế, khiến trong lòng Tường chẳng được yên, và Tôn Thất Thuyết cũng không bằng lòng với tự quân. Gặp lúc Tự quân đem nhiều người thân cận vào làm hộ vệ trong điện Hoàng Phước và các sở Quang Minh, những người này tự do ra vào cung điện, trong khi các tờ tâu trình khẩn cấp, cơ mật từ các viên đại thần các tỉnh dâng lên để trong điện một đêm vẫn chưa giao ra. Lại trong khi làm lễ cúng tiên đế mà tự quân vẫn mặc áo sắc lục cũ, hoặc sai chế ngay các đồ dùng riêng, đều là những hành động bị cấm trong thời gian để tang. Hai viên phó Phụ chánh thấy vậy càng thêm ganh ghét.
Tường mật bàn với Thuyết rằng:
Tiên đế đã bảo vua nối ngôi chưa chắc đương nổi việc lớn, lại giao cho ngôi lớn. Nay bắt đầu, cử động đã như thế, huống chi là ngày sau ư? Đó là việc lo riêng cho chúng ta.
Thuyết vốn ỷ mình cầm quân đội trong tay, cũng có mưu đồ phế lập, mới đáp:
Cứ như lời chiếu thì mưu tính là vì Xã tắc, bất đắc dĩ mà làm việc nhỏ như Y Doãn, Hoắc Quang, cũng là chí của Tiên đế.
Tự quân cho rằng trong di chiếu có đoạn nói không tốt về mình, không muốn đọc cho mọi người nghe thấy, mới triệu ba viên Phụ chính vào bàn việc bỏ đoạn ấy đi, nói rằng:
Vua là bậc đứng đầu trăm họ, phải là người có đạo đức đứng đầu, di chiếu của Tiên đế vì lo trăm họ, nên có lời răn bảo nghiêm khắc như trên. Ngày nay việc nước khó khăn, quan hệ ngoại giao căng thẳng, nếu để di chiếu lan truyền thì quân Pháp sẽ tìm cớ gây rối, mà các lân bang cũng xem thường, với tình hình như vậy, đình thần giải quyết ra sao.
Và đề nghị xóa phần di chiếu đó. Trần Tiễn Thành bằng lòng, hai viên còn lại cũng giả vờ đồng ý. Vì thế Tự quân tự tay xóa bỏ đoạn ấy trong tờ di chiếu, lại dặn riêng với Trần Tiễn Thành cách hành xử lúc tuyên đọc di chiếu.
Đến hôm đọc di chiếu, Trần Tiễn Thành khi đến đoạn ấy thì đọc lướt và nhỏ tiếng, không ai nghe thấy cả. Nguyễn Văn Tường và Tôn Thất Thuyết khi đó mới giở trò lật mặt, giả bộ làm ra vẻ quái lạ, rồi chất vấn vua nối ngôi sao dám giấu bớt di chiếu của Tiên đế, thật là bậy bạ vô cùng, lại vặn hỏi Tiễn Thành. Tiễn Thành biết rằng đã bị đánh lừa, mới đáp rằng mình bị chứng khan tiếng, đọc đến đoạn ấy thì hết hơi. Tường và Thuyết không chịu, lập tức sai quân cấm vệ bắt giữ 10 người hộ vệ của vua nối ngôi đứng đầu là Nguyễn Như Khuê, giam vào ngục, rồi cho Tham tri Nguyễn Trọng Hợp lấy di chiếu đọc lại. Sau đó họp các hoàng thân và các quan ở Tả vu, nói về tội lỗi của Ưng Chân, và xin lập vua khác. Trần Tiễn Thành muốn can ngăn, nhưng Tôn Thất Thuyết quát rằng:
Ông cũng có tội to, còn muốn nói gì nữa.
Khi đó trong cả triều chỉ có quan Ngự sử là Phan Đình Phùng lên tiếng phản đối, vị lãnh đạo cuộc khởi nghĩa Hương Khê trong phong trào Cần Vương sau này liền bị bắt giam vào ngục. Trần Tiễn Thành và các hoàng thân đều khiếp sợ, không dám làm trái và cùng ký tên vào tờ hạch tội, tâu xin ý chỉ của Thái hoàng Thái hậu (Từ Dụ) truất bỏ đi. Tờ hạch tội buộc cho vua Dục Đức bốn tội lớn:
- Muốn sửa di chiếu của vua cha: Ở đây Tự quân là con nuôi của Tự Đức, coi Tự Đức là "Dưỡng phụ" chứ không phải "phụ hoàng". Nhưng Tự Đức đã có di chiếu, Dục Đức lại coi Tự Đức như vua cha của mình. Tự Đức mất để lại di chiếu. Dục Đức thấy di chiếu còn thừa một đoạn nên cắt bớt đoạn đó.
- Có đại tang mà mặc áo màu: Ở đây là lúc Tự Đức mất đi, các quan mặc áo tang để đi tang lễ Tự Đức. Dục Đức khi có tang lễ lại mặc áo màu, cởi áo long bào ra để an táng Tự Đức.
- Tự tiện đưa một giáo sĩ vào Hoàng thành: Ở đây muốn nói Dục Đức nghe tin có một giáo sĩ, sai người đưa giáo sĩ ấy vào. Thái hậu Từ Dụ thấy vậy kinh sợ, nhưng Dục Đức lệnh giáo sĩ phải ở lại.
- Thông dâm với nhiều cung nữ của vua cha: Ở đây ý nói Tự Đức có 300 cung nữ.

Sau khi nhận được sự đồng ý của Thái hoàng Thái hậu, hai quan Phụ chính liền ra chỉ phế truất ông vào ngày 23 tháng 7 năm 1883, giáng làm Thụy quốc công như trước, và giam vua Dục Đức ở nơi ở cũ là Dục Đức đường, rồi viện Thái y, và cuối cùng là Ngục thất trong Kinh thành Huế.

## Kết cục Phế đế
Nguyễn Văn Tường muốn lập Ưng Đăng lên làm vua, nhưng Tôn Thất Thuyết nắm quân đội trong tay, lập em của Tự Đức là Lãng quốc công Hồng Dật lên ngôi, với niên hiệu là Hiệp Hòa, lúc này Nguyễn Văn Tường và Tôn Thất Thuyết bàn nhau việc trừ khử Tự quân (tức Dục Đức, lúc đó đang bị giam ở viện Thái y), mới dời ông qua nhà ngục phủ Thừa Thiên và cho canh giữ cẩn mật, lại bắt các con của ông về quản thúc ở quê mẹ: hai công tử thứ 7 (tức vua Thành Thái sau này) và thứ 9 theo mẹ là bà chánh thất phủ thiếp Phan Thị Điều về xã Phú Lương, công tử thứ 10 theo mẹ là bà Nguyễn thị về xã Phú Xuân, còn công tử thứ 11 vẫn đang trong bụng mẹ. Các con của ông nguyên trong tên có bộ Sơn (山) đều phải đổi theo bộ Thạch (石). Hai người mật báo với quan cai ngục không cho Tự quân ăn uống gì nữa.
Giờ Thìn (7-9h) ngày 6 tháng 10 năm 1883 ông qua đời vì bị bỏ đói, hưởng dương 32 tuổi. Người cai ngục khai rằng ông tuyệt thực mà chết, và đem di hài an táng ở cánh đồng xứ Tứ Tây, xã An Cựu, huyện Hương Thủy, tỉnh Thừa Thiên, sau được gọi là An Lăng.
Tuy nhiên, theo sử gia Phạm Văn Sơn, thì đang khi vua Dục Đức hết sức đau đớn vì đói khát, Tôn Thất Thuyết và Nguyễn Văn Tường đã sai người giết vua bằng thuốc độc vì sợ để lâu sẽ sinh biến. Vì chỉ làm vua được mấy ngày chưa kịp đặt niên hiệu, Dục Đức chỉ là tên gọi nơi ở Dục Đức đường.
Khi ông mất, có hai người lính bó thi thể ông trong chiếu rách, mang chôn. Thế nhưng đến đầu làng An Cựu, ngoại thành Huế thì xác vua rơi xuống bên khe nước nông. Tin rằng đây là nơi yên nghỉ do vua tự chọn, người ta chỉ chôn cất ông qua loa cho xong việc. Lâu ngày, ngôi mộ gần như trở thành phần đất bằng do không ai chăm sóc. Có lần, một người ăn mày đói chết, gục ngay trên mộ vua, dân nơi đó không biết vua Dục Đức đã nằm tại đó nên chôn người ăn mày ngay trên mộ vua. Sau này, khi vua Thành Thái lên ngôi, ông lần theo dấu vết và lời kể lại để tìm mộ vua cha. Thế nhưng khi đào lên, người ta thấy ở đó có tới hai bộ hài cốt, vậy là vua đành cho người ta lấp đất lại, xây nơi đó thành An Lăng.
Năm 1886 dưới triều vua Đồng Khánh, ông được truy phong là Thụy Nguyên quận vương, thụy là Trang Cung. Năm 1889, Đồng Khánh băng hà, con của Dục Đức là Bửu Lân được lập lên ngôi, tức Hoàng đế Thành Thái. Vua mới cho lập miếu Hoàng khảo (hay Tân miếu) trong kinh thành để thờ cúng Dục Đức.
Năm 1892, Thành Thái truy tôn cha mình là Cung Huệ Hoàng đế (恭惠皇帝). Lăng của Dục Đức là An Lăng, tại làng An Cựu, xã Thủy Bằng, thị xã Hương Thủy, tỉnh Thừa Thiên. Năm 1897, đổi Tân miếu thành miếu Cung Tông, năm 1899 cho xây điện thờ ở An Lăng, gọi là điện Long Ân. Năm 1901, vua Thành Thái truy thụy cho cha mình là Khoan Nhân Duệ Triết Tĩnh Minh Huệ Hoàng đế (寬仁睿哲靜明惠皇帝), miếu hiệu là Cung Tông (恭宗).

## Gia quyến

### Thê thiếp
Vua Dục Đức được ghi nhận là có 8 bà vợ, nhưng sử sách chỉ nhắc nhiều đến bà phủ thiếp Phan Thị Điều, là mẹ của vua Thành Thái và Tuyên Hóa vương Bửu Tán. Ngoại trừ bà Vũ Văn Thị Đông được nhắc đến trong "Khải Định chính yếu" thì những bà còn lại đều không rõ tên họ lẫn xuất thân.
- Phan Thị Điều (8 tháng 9 năm 1855 – 27 tháng 12 năm 1906), con gái của Phù Quốc công Phan Đình Bình, người Quảng Điền, tỉnh Thừa Thiên. Khi vua Dục Đức bị phế truất, bà và hai con phải về quê ngoại sống. Vua Thành Thái lên ngôi mới đón mẹ và các hoàng đệ vào cung. Sau khi mất, bà được truy phong làm Từ Minh Huệ Hoàng hậu (慈明惠皇后).

### Hậu duệ
Vua Dục Đức có 11 hoàng tử và 8 hoàng nữ. Ngoại trừ hoàng tử Bửu Lân (tức vua Thành Thái) và Bửu Tán, những người con còn lại của vua Dục Đức đều không rõ mẹ.
| Số thứ tự | Tước hiệu                                  | Thụy hiệu        | Tên                                                | Sinh mất                                  | Mẹ                    | Bộ tự     | Ghi chú                                                                         |
| --------- | ------------------------------------------ | ---------------- | -------------------------------------------------- | ----------------------------------------- | --------------------- | --------- | ------------------------------------------------------------------------------- |
| Hoàng tử  |                                            |                  |                                                    |                                           |                       |           |                                                                                 |
| 1         |                                            |                  | Nguyễn Phúc Bửu Cương (阮福寶岡)                   | tảo thương                                |                       |           |                                                                                 |
| 2         |                                            |                  | Nguyễn Phúc Bửu Thị (阮福寶𡾼)                     | tảo thương                                |                       |           |                                                                                 |
| 3         |                                            |                  | Nguyễn Phúc Bửu Mỹ (阮福寶嵋)                      | Tảo thương                                |                       |           |                                                                                 |
| 4         |                                            |                  | Nguyễn Phúc Bửu Nga (阮福寶峨)                     | Tảo thương                                |                       |           |                                                                                 |
| 5         |                                            |                  | Nguyễn Phúc Bửu Nghi (阮福寶𡹠)                    | Tảo thương                                |                       |           |                                                                                 |
| 6         |                                            |                  | Nguyễn Phúc Bửu Côn (阮福寶崑)                     | Tảo thương                                |                       |           |                                                                                 |
| 7         | Thành Thái (成泰) Hoài Trạch công (懷澤公) |                  | Nguyễn Phúc Bửu Lân (阮福寶嶙)                     | 14 tháng 3 năm 1879 – 20 tháng 3 năm 1954 | Từ Minh Huệ Hoàng hậu | Ngọc (玉) | Hoàng đế thứ 10 của nhà Nguyễn.                                                 |
| 8         |                                            |                  | Nguyễn Phúc Bửu Chuẩn (阮福寶𡹐)                   | Tảo thương                                |                       |           |                                                                                 |
| 9         | Tuyên Hóa vương (宣化王)                   | Đoan Cung (端恭) | Nguyễn Phúc Bửu Tán (hoặc Toản, Thiện) (阮福寶巑)  | 1882 – 8 tháng 5 năm 1941                 | Từ Minh Huệ Hoàng hậu | Thủ (手)  | Ông nội của hai nhạc sĩ Bảo Chấn và Bảo Phúc.                                   |
| 10        | Hoài Ân vương (懷恩王)                     |                  | Nguyễn Phúc Bửu Kiêm (hoặc Khiêm, Liêm) (阮福寶嵰) | 1884 – 5 tháng 8 năm 1940                 | không rõ              | Đầu (亠)  | Được cử sang Tây du học.                                                        |
| 11        | Mỹ Hóa công (美化公)                       | Cung Túc (恭肅)  | Nguyễn Phúc Bửu Lũy (hoặc Lỗi) (阮福寶𡾊)          | 1885 – 1902                               | không rõ              | Tỷ (比)   | Mất sớm. Em họ là công tôn Bửu Giới (sau đổi tên thành Vĩnh Tỳ) lo việc thờ tự. |

| Số thứ tự | Tước hiệu                      | Thụy hiệu | Tên                              | Sinh mất    | Mẹ                | Ghi chú |
| --------- | ------------------------------ | --------- | -------------------------------- | ----------- | ----------------- | --- |
| Hoàng nữ  |                                |           |                                  |             |                   | |
| 1         | Mỹ Lương Công chúa (美良公主)  |           | Nguyễn Phúc Tốn Tùy (阮福巽隨)   | 1872 – 1964 | không rõ          | Lấy Nguyễn Kế, con trai của Diên Lộc Quận công Nguyễn Thân, sinh được người con gái tên là Cẩm Hà (thường được gọi là Mệ Bông).                                               |
| 2         | Phúc Lâm Công chúa (福林公主)  |           | Nguyễn Phúc Nhàn Gia (阮福閒家)  | ? – 1925    | không rõ          | Lấy Trương Quang Chử, con trai của phò mã Trương Quang Trụ với người thứ thất.                                                                                                |
| 3         |                                |           | Nguyễn Phúc Như Tâm (阮福如心)   | Tảo thương  |                   | |
| 4         |                                |           | Nguyễn Phúc Như Tâm (阮福如心)   | Tảo thương  |                   | |
| 5         |                                |           | Nguyễn Phúc Thị Nghị (阮福氏誼)  | Tảo thương  |                   | |
| 6         |                                |           | Nguyễn Phúc Mẫn Sự (阮福愍事)    | Tảo thương  |                   | |
| 7         |                                |           | Nguyễn Phúc Thông Lý (阮福聰理)  | Tảo thương  |                   | |
| 8         | Tân Phong Công chúa (新豐公主) |           | Nguyễn Phúc Châu Hoàn (阮福珠環) | 1883 – ?    | Tống Phúc Thị Ròn | Lấy Nguyễn Hữu Khâm, con trai thứ của Vĩnh Quốc công Nguyễn Hữu Độ. Một người con gái của hai ông bà là Nguyễn Hữu Bích Tiên lấy hoàng thân Vĩnh Cẩn (em họ của vua Bảo Đại). |